# Wszystko, co kocham
Wszystko co kocham – polski film obyczajowy z 2009 roku w reżyserii Jacka Borcucha, nakręcony na podstawie autorskiego scenariusza.

## Fabuła
Akcja filmu dzieje się na początku lat 80. XX wieku. Tytuł filmu stanowi jednocześnie nazwę zespołu muzycznego głównych bohaterów: WCK (Wszystko, Co Kocham). Film ukazuje specyfikę życia ówczesnych nastolatków, ich problemy i radości. Bohaterami filmu są licealiści, mieszkający na wybrzeżu, który założyli zespół punkrockowy. Wokalistą zespołu jest Janek (syn oficera marynarki), który zakochuje się w Basi; jednak ich miłość napotyka na przeszkody, wynikające z pozycji społeczno-politycznej, zajmowanej przez ich rodziców. W filmie ukazana została realna sytuacja, wynikająca z wprowadzenia stanu wojennego w 1981 roku. Ojciec z Jankiem odwiedzają umierającą babcię (ukazane jest uczucie przyjaźni ojca i syna). Ojciec pomaga Jankowi załatwić zgodę na koncert zespołu na szkolnej zabawie, jednak wojskowy komisarz przechwytuje kasetę z nagraniem. W dniu zaplanowanego koncertu komisarz odwołuje wydarzenie z powodu „nieocenzurowania utworów”, jednak gdy młodzieżowa publiczność zaczyna skandować „Solidarność, Solidarność”, chłopcy łamią zakaz i dają koncert (piosenka o wolności, wymierzona demonstracyjnie w system władzy PRL). W wyniku tego ojciec i matka Janka tracą pracę; podejmują decyzję o wyjeździe na wieś. Janek wyskakuje z mieszkania z kijem hokejowym i demoluje nadjeżdżający samochód komisarza LWP.

## Obsada
- Olga Frycz – Basia
- Mateusz Kościukiewicz – Janek
- Anna Radwan – matka Janka
- Jakub Gierszał – Kazik
- Andrzej Chyra – ojciec Janka
- Katarzyna Herman – Sokołowska
- Mateusz Banasiuk – Staszek
- Igor Obłoza – „Diabeł”
- Marek Kalita – Sokołowski
- Zygmunt Malanowicz – dziadek Janka
- Elżbieta Karkoszka – babcia Janka
- Brygida Turowska – matka Basi
- Ewa Kolasińska-Szramel – nauczycielka
- Halina Skoczyńska – nauczycielka fortepianu
- Grzegorz Gzyl – ojciec Basi
- Łukasz Krzemiński – żołnierz
- Maciej Nawrocki – żołnierz
- Marian Jaskulski – portier
- Dariusz Siastacz – oficer
- Bogdan Smagacki – ksiądz

## Produkcja
7 września 2010 roku komisja powołana przez ministra kultury i dziedzictwa narodowego Bogdana Zdrojewskiego pod przewodnictwem Agnieszki Holland ogłosiła, iż film jest polskim kandydatem do Oscara dla najlepszego filmu nieanglojęzycznego w 2011 roku; film jednak nie dostał się do ścisłej czołówki nominowanych utworów filmowych.
18 listopada 2010 roku film został wydany na formacie DVD wraz z filmami: Historia polskiego rocka i Beats of Freedom.

## Ścieżka dźwiękowa
Wszystko, co kocham – muzykę do filmu, w wykonaniu pianisty Leszka Możdżera skomponował Daniel Bloom. Na płycie znalazły się ponadto dwie piosenki zespołu Dezerter, a także cztery piosenki punkrockowego zespołu z Miastka – WC (skrót od Wyidealizowana Ciemność): „Bez sensu”, „Łazienka”, „Dobranoc dla wybranych” oraz „Nie chcę jeszcze umierać” specjalnie na potrzeby filmu wykonane przez jego bohaterów (zespół WCK). Wydawnictwo ukazało się 1 lutego 2010 roku nakładem wytwórni muzycznej Domestic Audio/Warner Music Poland.
Nagrania dotarły do 30. miejsca polskiej listy przebojów – OLiS.
Lista utworów
| 1. „Ten Czas” 2. „Janek i Baśka” 3. „Wszystko Co Kocham” 4. „Idę spać” 5. „Wiropłat” 6. „Zima 1981” 7. „Niezłomni” 8. „Hel LO” 9. „Wiosna” |  | 1. „Ku wolności” 2. „1982” 3. WCK – „Dobranoc dla wybranych” 4. WCK – „Nie chce jeszcze umierać” 5. WCK – „Bez sensu” 6. WCK – „Łazienka” 7. Dezerter – „Plakat” (Live Jarocin '84) 8. Dezerter – „Ku przyszłości” (Live Jarocin '84) |

## Odbiór
Wszystko, co kocham był przeważnie pozytywnie przyjęty przez polskich krytyków. Janusz Wróblewski z „Polityki” doceniał „bezpretensjonalność reżysera, przedstawiającego na ekranie kawałek własnego życiorysu, a zarazem fragment pokoleniowego doświadczenia dzieci Solidarności: narodziny pierwszego uczucia, gorycz miłosnego zawodu, szczeniacką walkę przeciwko systemowi”. Dagmara Romanowska na łamach Onetu komentowała, iż „z ekranu wieje świeżością i energią. Borcuch posiada umiejętność szalenie rzadką w środowisku reżyserów – jak nikt inny potrafi obserwować i być konsekwentnym”. Krzysztof Kwiatkowski z „Kina” twierdził wprawdzie, że Wszystko, co kocham „chwilami razi naiwnością”, lecz zarazem przyznał, że „jest w tym filmie coś urzekającego – czystość, z której tak szybko się wyrasta, pasja poznawania świata i młodzieńczy idealizm”.